# Let There Be Blood
Let There Be Blood es un álbum lanzado en 2008 por la banda de thrash metal Exodus. El disco consiste en una regrabación de todas las canciones de su primer disco Bonded by Blood, pero con la alineación de ese momento y la tecnología de grabación moderna. Los únicos integrantes de la banda que participan en ambos álbumes son el guitarrista y líder Gary Holt y el baterista Tom Hunting. Fue dedicado a la memoria de su fallecido primer vocalista Paul Baloff, quien grabó originalmente Bonded by Blood. El nombre del álbum es una alusión al álbum Let There Be Rock de la banda AC/DC.
Todas canciones son las mismas que en Bonded By Blood, añadiendo Hell's Breath, que aparece originalmente en su grabación demo de 1983, con Kirk Hammett en guitarras, pero que nunca fue grabada oficialmente.
Las letras no han sido alteradas y el disco presenta un sonido mucho más agresivo que en su versión de 1985 gracias a una afinación más grave, una mejor producción y a la voz del vocalista Rob Dukes.

## Lista de canciones
1. "Bonded By Blood" – 3:47
2. "Exodus" – 4:08
3. "And Then There Were None" – 4:08
4. "A Lesson In Violence" – 3:49
5. "Metal Command" – 4:16
6. "Piranha" – 3:50
7. "No Love" – 5:11
8. "Deliver Us To Evil" – 7:10
9. "Strike Of The Beast" – 3:56
10. "Hell's Breath" - 2:49

## Créditos
- Rob Dukes – voces
- Gary Holt – guitarra
- Lee Altus – guitarra
- Jack Gibson – bajo
- Tom Hunting – batería